# Abellada
Abellada es una localidad despoblada española actualmente perteneciente al municipio de Sabiñánigo, en la provincia de Huesca. Pertenece a la comarca del Alto Gállego, en la comunidad autónoma de Aragón.

## Geografía
Se encuentra situada en el extremo sudoriental del término municipal de Sabiñánigo, en la sierra de Aineto, a pie del barranco de Abellada, afluente del río Guatizalema, en la comarca natural de la Guarguera. Su núcleo urbano se encuentra dentro del área periférica de protección del Parque natural de la Sierra y los Cañones de Guara.
El núcleo urbano se halla constituido por tres viviendas, ubicadas transversalmente respecto de la iglesia, que se encuentra hacia el sur, lo que sucede en la morfología urbanística de varios de los pueblos de Serrablo.
Se accede al lugar de Abellada por medio de una pista que parte de la carretera de la Guarguera a la altura de Lasaosa, o de la carretera de Belsué a Bara a la altura de Nocito.

## Historia
- En el siglo XVI Abellada contaba con cuatro fuegos.[1]
- Junto con Azpe formó el municipio de Abellada y Azpe.
- En el censo de 1842 el municipio de Abellada y Azpe contaba con 17 hogares y 126 almas.
- Entre 1842 y 1857 el municipio de Abellada y Azpe desaparece integrándose en el municipio de Bara y Miz.
- Durante la década de los años 1960 Abellada se despuebla completamente.

## Demografía

### Localidad
| 19              | 30 | 29 | 30 | 31 | 37 | 15 | - | - | - | - | - |
| (Fuente: IAEST) |    |    |    |    |    |    |   |   |   |   |   |

### Municipio
Municipio de Abellada y Azpe
| 126                       | - | - | - | - | - |
| (Fuente: INE [Consultar]) |   |   |   |   |   |

## Monumentos
- Iglesia románica de Santa María, hoy en ruinas.
- Crismón igualmente románico, del siglo XII, actualmente conservado en el Museo Ángel Orensanz y Artes de Serrablo. No obstante, se duda de si en realidad procede del monasterio de San Juan de la Peña.[2]